# Stingray (Band)
Stingray war eine von 1978 bis 1981 bestehende südafrikanische Rockband.

## Geschichte
Die Band wurde 1978 von den ehemaligen The Rising Sons-Mitgliedern Dennis East, Eddy Boyle und Mike Pilot gegründet. 1979 erschien das erste Album Stingray. Die Single-Auskopplung Better the Devil You Know erreichte Platz vier in den südafrikanischen Charts. Das zweite Album Operation Stingray kam 1980 auf den Markt. Nachdem Schlagzeuger Shaun Wright bei einem Haiangriff 1980 ein Bein verloren hatte, wurde er durch Wally Cullis von Circus ersetzt. Obwohl in ihrem Heimatland populär, konnte die Gruppe kaum Erfolge in anderen Märkten erzielen und löste sich daher 1981 auf. Heute wird vor allem die technische und kompositorische Qualität der Songs der Band gewürdigt.

## Diskografie

### Alben
- Stingray (1979), Nitty Gritty
- Operation Stingray (1980), Nitty Gritty
- Best of Stingray (1981), Nitty Gritty
- Forty Days Soundtrack – Various Artists (1980), EMI

### Singles
- Better the Devil You Know (1979), Nitty Gritty
- The Man in My Shoes (1979), Nitty Gritty
- Where Do We Go from Here (1980), Nitty Gritty
- No Dice (1980), Nitty Gritty
- Devotion (1981), Nitty Gritty[1]